# 伊戈尔·马雷尼奇
伊戈尔·马雷尼奇（1986年1月2日—），克罗地亚男子帆船运动员。他曾代表克罗地亚参加2008年、2012年和2016年夏季奥林匹克运动会帆船比赛，其中2016年奥运会获得一枚金牌。